# Вольтурино
Вольтурино (итал. Volturino) — коммуна в Италии, располагается в регионе Апулия, в провинции Фоджа.
Население составляет 1953 человека (2008 г.), плотность населения — 34 чел./км². Занимает площадь 58 км². Почтовый индекс — 71030. Телефонный код — 0881.
Покровительницей коммуны почитается Пресвятая Богородица (Madonna della Serritella), празднование в первое воскресение мая, а также 8 сентября, на Рождество Пресвятой Богородицы.

## Администрация коммуны
- Официальный сайт: